# 复兴之路 (电视政论片)
《复兴之路》是中国中央电视台组织制作的一部介绍中国近代史的政论片。与《大国崛起》是姐妹篇。纪录片共六集，于2007年10月5日在CCTV-1首播。播出期间（10月8日），CCTV开通了“复兴论坛”以配合纪录片与中共十七大。與此同時，在军事博物馆還舉辦了主題為《复兴之路》的展览。

## 内容

### 第一集：千年局变
时间跨度：1840—1911年

### 第二集：峥嵘岁月
时间跨度：1912—1949年

### 第三集：中国新生
时间跨度：1949—1976年

### 第四集：伟大转折
时间跨度：1976—1992年

### 第五集：世纪跨越
时间跨度：1989—2002年

### 第六集：继往开来
时间跨度：2002—2007年

## 香港版本
2007年，本節目由香港無綫電視外購予中國中央電視台屬下的中国国际电视总公司授權而後期拍攝製作，在香港播出時的集數原本跟CCTV版不同，到現在播出時的集數是經過製作後的4集，並於2007年12月17日至2008年1月14日（2007年12月31日暫停播映）逢星期一23:05-23:35在翡翠台播出，由陳鍵鋒主持。